# Funkcja częściowa

Przykład funkcji częściowej.

Jedno z przedłużeń funkcji częściowej z poprzedniej ilustracji.

Funkcja częściowa z {\displaystyle X} do {\displaystyle Y} – funkcja {\displaystyle f\colon X'\to Y,} gdzie {\displaystyle X'} jest podzbiorem {\displaystyle X}.
Funkcję częściową z {\displaystyle X} do {\displaystyle Y} oznacza się {\displaystyle f\colon X\nrightarrow Y.}
Jest to uogólnienie pojęcia funkcji polegające na tym, że nie wymaga się, aby {\displaystyle f} odwzorowywało każdy element zbioru {\displaystyle X} na element zbioru {\displaystyle Y} (lecz elementy pewnego podzbioru {\displaystyle X'} zbioru {\displaystyle X}). Jeśli {\displaystyle X'=X,} to {\displaystyle f} nazywa się po prostu funkcją. Funkcje częściowe są często używane wtedy, gdy dokładna dziedzina funkcji, {\displaystyle X',} nie jest znana.
Dla funkcji częściowej {\displaystyle f} dla każdego elementu {\displaystyle x\in X,} albo:
- {\displaystyle f(x)=y\in Y} ({\displaystyle y} jest jedynym takim elementem {\displaystyle Y}) albo
- {\displaystyle f(x)} jest niezdefiniowana.

Jeśli dla funkcji częściowej {\displaystyle f} istnieje taka funkcja {\displaystyle g\colon X\to Y,} że dla każdego elementu {\displaystyle x} zbioru {\displaystyle X'} zachodzi równość {\displaystyle f(x)=g(x),} to funkcję {\displaystyle g} nazywamy przedłużeniem funkcji {\displaystyle f.} Mówimy wtedy, że funkcja {\displaystyle f} jest funkcją częściową funkcji {\displaystyle g}. Funkcję częściową {\displaystyle f} funkcji {\displaystyle g} oznaczamy wtedy symbolem {\displaystyle g|X'.}

## Dziedzina funkcji częściowej
Są obecnie dwa poglądy na dziedzinę funkcji częściowej. Większość matematyków, włączając w to specjalistów od teorii rekursji, używa zwrotu dziedzina {\displaystyle f}  dla zbioru wszystkich wartości {\displaystyle x,} dla których {\displaystyle f(x)} jest zdefiniowana ({\displaystyle X'} w definicji powyżej). Lecz część matematyków, w szczególności ci specjalizujący się w teorii kategorii, uważa za dziedzinę funkcji częściowej {\displaystyle f\colon X'\to Y} zbiór {\displaystyle X,} i nazywa zbiór {\displaystyle X'} dziedziną definicji.

## Własności
- Jeśli {\displaystyle f} jest funkcją częściową funkcji {\displaystyle g,} to {\displaystyle f\subset g} (jako podzbiory {\displaystyle X\times Y}).
- Każdą funkcję częściową {\displaystyle f} można przedłużyć do pewnej funkcji {\displaystyle g,} na ogół na wiele sposobów. Ustalmy na przykład element {\displaystyle y_{0}} zbioru {\displaystyle Y} i przyjmijmy:

{\displaystyle g(x)={\begin{cases}f(x),&{\text{gdy }}x\in X'\\y_{0},&{\text{gdy }}x\in X\setminus X'\end{cases}}}
- Funkcja częściowa jest nazywana injekcją lub surjekcją, gdy istnieje jej przedłużenie do funkcji, która jest odpowiednio injekcją lub surjekcją. Funkcje częściowe mogą być jednocześnie injektywne i surjektywne, ale pojęcie bijekcji stosuje się tylko do funkcji.
- Injektywna funkcja ma odwrotność, która jest funkcją częściową injektywną.
- Odwrotność funkcji częściowej, która jest jednocześnie injekcją i surjekcją jest funkcją injektywną..

## Przykłady
- Rozpatrzmy pierwiastek kwadratowy ograniczony do liczb całkowitych: {\displaystyle g\colon \mathbb {Z} \nrightarrow \mathbb {Z} ,\ g(n):={\sqrt {n}}.}

Wtedy {\displaystyle g(n)} jest zdefiniowana dla tych liczb {\displaystyle n,} które są dokładnymi pierwiastkami (tzn. 0, 1, 4, 9, 16, ...). Dlatego {\displaystyle g(25)=5,} lecz {\displaystyle g(26)} jest niezdefiniowana.
- Logarytm zmiennej zespolonej {\displaystyle \ln :\mathbb {C} \nrightarrow \mathbb {C} } jest funkcją częściową o dziedzinie {\displaystyle \{z=re^{i\varphi }\colon \;r>0,-\pi <\varphi <\pi \},} czyli płaszczyźnie zespolonej pozbawionej liczb rzeczywistych niedodatnich[2].